# Hugo Tiberg (bergstekniker)
Hugo Viktor Tiberg, född 6 juni 1849 i Högsby socken, död 6 december 1913 i Långbanshyttan, Färnebo socken, var en svensk bergstekniker.
Hugo Tiberg var son till possessionaten Lars Gustaf Tiberg och Christina Maria Ljunglund. Han avlade mogenhetsexamen i Kalmar 1869 och utexaminerades från Bergsskolan i Filipstad 1871. Han var gruvstigare vid Persbergs gruvor i Färnebo socke 1871–1874 och disponent för Grufveaktiebolaget Långban i Långbanshyttan från 1874 till sin död och var dessutom verksam som konsulterande gruvtekniker. Vid Långbanshyttan moderniserade Tiberg gruvbrytningen och utbildade metoder för tillgodogörande av de tidigare outnyttjade manganmalmerna. För dessa byggde han ett anrikningsverk 1880 och för järnmalmen blodstensmalm det första i Sverige 1883. Ett omfattande arbete ägnade Tiberg och brodern Enoch Tiberg åt magnetiska undersökningar av järnmalmsfyndigheter med den av brodern uppfunna inklinationsvågen, och han upptäckte, vid Långban och på andra platser en mängd nya malmtillgångar och upprättade en mängd magnetiska kartor. 1898 utförde han den första uppskattningen av Sveriges järnmalmstillgångar, vilket troligen var den första liknande i världen. Den gav impulsen till det stora arbetet The Iron Ore Resources of the World, utgiven av exekutivkommittén för den elfte internationella geologkongressen i Stockholm 1910. Tibergs studier av malmbildningsproblemet gjorde honom pessimistisk beträffande de svenska järnmalmernas utsträckning mot djupet, och han var därför motståndare till malmexport i stor skala. Rörande dessa frågor samt den svenska järnmalmspolitiken publicerade han bland annat Hvilken inverkan skulle en större järnmalmsexport från Norrbotten utöfva på mellersta Sveriges järnhandtering? (1898), Om statens inköp af de större norrbottniska malmtillgångarne (1902) och Den svenska järnhandteringens framtid (1903). Han skrev därjämte en mängd uppsatser rörande gruvhantering, intresserade sig för mineralogiska frågor, särskilt som Långban är betydelsefull fyndplats för sällsynta mineral, och blev även mycket känd som skogsvårdare, mossodlare och fiskodlare. Tiberg var bland annat sekreterare i Värmländska bergsmannaföreningen och redaktör för dess Annaler 1874–1913, ledamot av Värmlands läns hushållningssällskaps förvaltningsutskott 1895–1913 och av Svenska mosskulturföreningens styrelse 1897–1913 samt ordförande i Värmlands läns skogsvårdsstyrelse 1904–1913. Dessutom tillhörde han Värmlands läns landsting 1900–1909.